# Pseudiphra bicolor
Pseudiphra bicolor är en skalbaggsart. Pseudiphra bicolor ingår i släktet Pseudiphra och familjen långhorningar.

## Underarter
Arten delas in i följande underarter:
- P. b. bicolor
- P. b. nigripennis